# Real Club Náutico de Gandía
El Real Club Náutico de Gandía, fundado en el año 1957 en Gandía (España), es una asociación privada deportiva, constituida para el fomento de la cultura y de las actividades deportivas que tienen la mar como medio, proporcionando a sus miembros los servicios y medios de esparcimiento y recreo que estime adecuados para el mejor desarrollo de la Sociedad, practicando como principal modalidad la Vela.
Su edificio Social fue inaugurado el 1 de agosto de 1967 y 4 años más tarde se construía una dársena para embarcaciones deportivas y de recreo, con capacidad para 250 embarcaciones. En el año 1991 obtenía de la Casa Real el derecho al uso del título de "Real".
Actualmente cuenta con 400 amarres (con un máximo de 20 metros de eslora) y más de 900 socios, siendo su objeto principal el fomento y la práctica de los deportes marítimos.

## Servicios e Instalaciones
Zona Náutica
- Achique de aguas sucias y de sentinas, recogida de aceites sucios, recogida de basuras, recarga combustible, área de carenado, estación de carburante, marina seca, marinería (24 horas), información meteorológica, rampas para vela ligera, reparaciones, varadero y grúa externos (a 150 metros), fondeadero: exterior del puerto comercial, vigilancia 24 horas, helipuerto.
Zona Social- Edificio social con cafetería y restaurante, piscina con socorrista, zona WIFI en toda la instalación, teléfono público, aparcamiento para coches, vigilancia 24 horas, radio (VHF-9), agua, aseos, duchas.

## Accesibilidad
El Real Club Náutico de Gandía cuenta con accesos directos desde Valencia y Alicante enlazando con la N-332 sin pasar por el centro de la ciudad.
Está situado al Norte del puerto comercial a 60 km del centro de la ciudad de Valencia y a 110 km de Alicante. Además tiene acceso a la Autopista del Mediterráneo AP-7 (salida 60 Gandía-Jeresa, y salida 61 Gandía-Oliva).

## Relación Puerto-Ciudad y Puerto-Entorno natural
Relación puerto-ciudad
El Club ofrece una amplia cantidad de actividades deportivas, culturales y de ocio que permite a los usuarios disfrutar del aire libre, sirviendo como válvula de escape a aquellos que lo deseen estando a tan solo 4,5 km del centro de Gandía. 
Por otra parte al acoger embarcaciones de otros lugares se fomenta la economía valenciana, como ha ocurrido tras recientes acontecimientos como la America´s Cup.
Relación puerto-entorno natural
El Club Náutico de Gandía fue galardonado con la Bandera Azul (1994) conservándola desde entonces. Se trata de un premio que se concede a los puertos deportivos que tienen un cuidado especial en la gestión ambiental y de la naturaleza. Para conseguir esta mención es preciso el cumplimiento de una serie de requisitos, que hacen referencia a educación e información ambiental, gestión ambiental,
servicios, seguridad y calidad del agua.

## Criterios de diseño en planta
-Zona portuaria en tierra:15.000 m²
-Agua abrigada:26.761 m²
-Ancho de bocana 30 m
-Calado en bocana 3.8 
-Profundidad de las dársenas De 2-3.5 m
-Dique Ripoll-Faro verde 2500 m
-Dique Puerto 250 m.

## Actividad Deportiva
Cuenta con un extenso calendario deportivo anual, siendo sus pruebas deportivas de carácter oficial, estando incluidas en los calendarios de las respectivas federaciones deportivas. A lo largo de todo el año se celebran competiciones de Vela Infantil, Vela Ligera, Vela de Cruceros, Remo y Pesca desde Embarcación.